# 維茨瑙

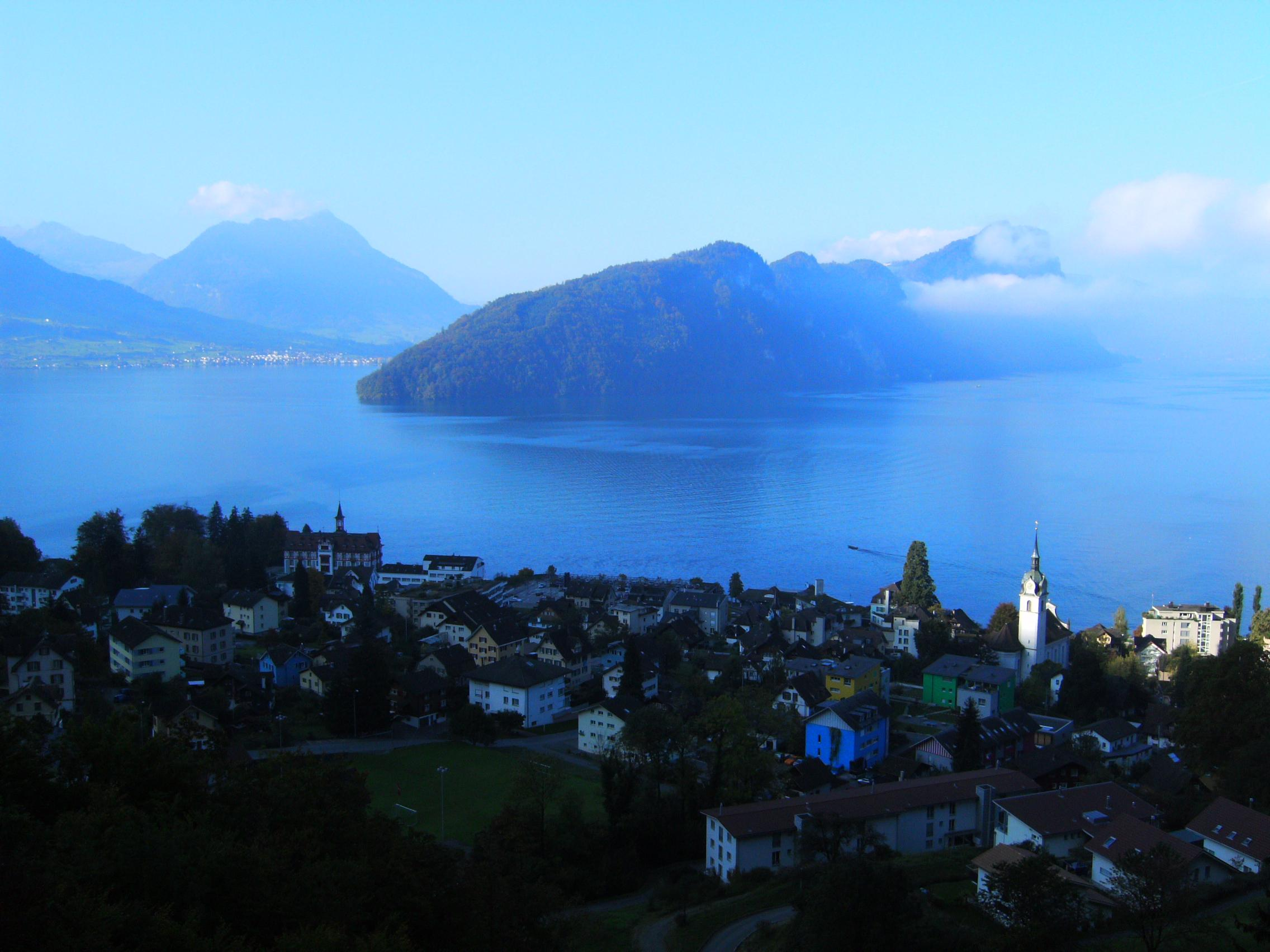

維茨瑙是瑞士的城鎮，位於該國中部，由琉森州負責管轄，面積8.91平方公里，五成半土地是森林，海拔高度438米，2011年人口1,272，人口密度每平方公里143人。

## 外部連結
- Vitznau homepage[]